# Pankaiuká
Pankaiuká (Pankaiwká), naziv za skupinu Pankararu Indijanaca koja se odvojila od matičnog plemena i nastanila na području općine Inajá u brazilskoj državi Pernambuco. Njihova populacijha nije poznata. 